# Love at First Sight
"Love at First Sight" é uma faixa gravada pela cantora australiana Kylie Minogue para seu oitavo álbum de estúdio, Fever (2001). Foi escrita por Minogue, Richard Stannard, Julian Gallagher, Ash Howes e Martin Harrington, e produzida por Stannard e Gallagher. A faixa não tem relação com a música de mesmo nome do álbum de estreia de Minogue, Kylie (1988). "Love at First Sight" é uma canção de Eurodance que apresenta elementos de música house e disco, que liricamente descreve a cantora se apaixonando e acreditando em amor à primeira vista. A música foi lançada como o terceiro single internacional de Fever, enquanto foi lançada como o segundo na América do Norte em 10 de junho de 2002 através da gravadora Parlophone.
"Love at First Sight" foi bem recebida por críticos musicais, que a viram como "divertida" e "sensual", além de um dos destaques de Fever. A faixa foi bem sucedida comercialmente. Na Austrália, país natal de Minogue, "Love at First Sight" alcançou o terceiro lugar na tabela de singles nacional, enquanto alcançou o número dois no Reino Unido. Também figurou entre os dez singles mais bem posicionados em países como Canadá, Dinamarca, Irlanda, Espanha e Nova Zelândia. Nos Estados Unidos, alcançou o número 23 na Billboard Hot 100, e alcançou o topo da parada Hot Dance Club Play e o top dez da Mainstream Top 40.
O videoclipe correspondente para a faixa foi dirigido por Johan Renck em maio de 2002 e gravado em apenas um take em Dublin, Irlanda. Ele apresenta Minogue em um cenário futurista com vários dançarinos a sua volta, com várias formas geométricas aparecendo na tela. Como forma de promover Fever e "Love at First Sight", a artista apresentou a faixa em diversos programas de televisão, como The Tonight Show with Jay Leno e Total Request Live. A canção também foi interpretada por Minogue em todas as suas turnês após seu lançamento, com exceção da Anti Tour de 2012. Em 2003, "Love at First Sight" recebeu indicações para o Grammy Awards e o Ivor Novello Awards.

## Antecedentes

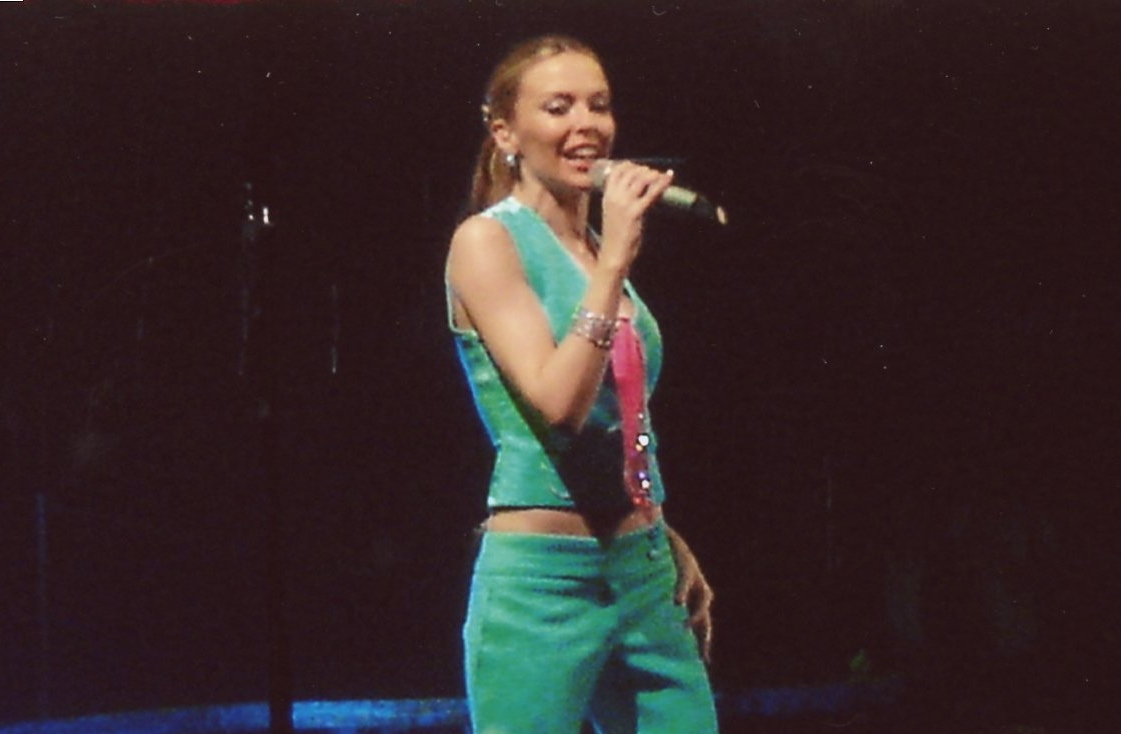
Minogue durante a performance de "Love at First Sight" na Showgirl: The Greatest Hits Tour em 2005

Após o sucesso de seu sétimo álbum de estúdio Light Years (2000), Minogue procurou trabalhar com vários produtores para seu álbum sucessor,  Fever, incluindo Richard Stannard e Julian Gallagher, da Biffco, que já haviam trabalhado com a cantora anteriormente; a dupla escreveu "Love at First Sight", ao lado de Minogue, Ash Howes e Martin Harrington. Após o sucesso mundial de Fever, e dos singles subsequentes do álbum, "Can't Get You Out of My Head" e "In Your Eyes", a gravadora da artista, Parlophone, decidiu lançar um terceiro single em todo o mundo.
"Love at First Sight" foi selecionada como o terceiro single internacional e o segundo single norte-americano de Fever, e foi lançada globalmente em 10 de junho de 2002. A arte da capa de "Love at First Sight" foi fotografada por Nick Knight. Em 2002, Minogue lançou sua coleção de lingeries Love Kylie e recrutou Knight para fazer imagens para promovê-la; mais tarde as fotografias resultantes foram reutilizadas para a arte da capa de "Love at First Sight". Knight viria a trabalhar com a cantora mais uma vez em "Come into My World". A primeira obra de arte mostra Minogue nua, na frente de um pano de fundo azul, enquanto o segundo disco mostra um close do rosto da artista em um tom vermelho.

## Composição
Produzida por Stannard e Gallagher, "Love at First Sight" é uma música Eurodance, que surgiu no final de um período em que a música dance pop popular absorveu a música house francesa. A canção também incorpora elementos de música house e disco. De acordo com a partitura publicada no website Musicnotes.com pela EMI Music Publishing, a faixa é definida em tempo comum e está escrita na chave de sol maior. Os vocais de Minogue variam desde a nota ré até a nota si. A música tem um andamento acelerado de 126 batidas por minuto.
Liricamente, "Love at First Sight" é sobre se apaixonar por alguém "à primeira vista". Minogue canta: "Tudo correu do errado para o certo / E as estrelas apareceram para encher o céu / A música que você estava tocando realmente me impressionou / Foi amor / À primeira vista". Logo, a música prossegue para o refrão, com a artista cantando: "Porque baby, quando ouvi você / Pela primeira vez / eu sabia / Fomos feitos para ser um só...". Jason Thompson do PopMatters afirmou que as letras da canção são "fáceis de se conectar, não importa se você tem 16 ou 45 anos". Segundo Jacqueline Hodges da BBC Music, a música, jutamente com a faixa-título "Fever", "usam letras tentadoras e ofícios sugestivos para sustentar uma agenda de tempo não muito sutil", também comparando a faixa ao trabalho do duo Modjo. Existem duas versões de "Love at First Sight"; a versão original e o remix norte-americano, feito por Ruff e Jam, que foi lançado no disco bônus da edição especial do álbum Fever e nos singles de doze polegadas de "Love at First Sight".

## Análise da crítica

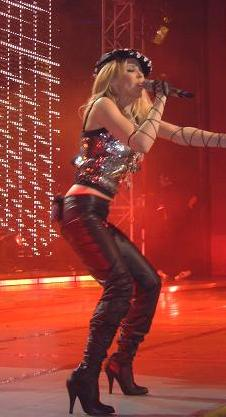
Minogue cantando "Love at First Sight" no concerto Money Can't Buy em 2003

"Love at First Sight" recebeu análises positivas dos críticos musicais. Chris True, da AllMusic, foi favorável à faixa, dizendo que com "músicas como 'Give It to Me' e 'Love at First Sight', a maturidade [de Minogue] ajuda a transcender essa marca limitadora, tornando este um disco de Eurodance muito estiloso que agradará a todas as idades". Chuck Taylor da revista Billboard disse que "como sua antecessora, a música é toda sobre a batida, baby, com um gancho que, bem... você não consegue tirar da cabeça". Chris Heath do website Dotmusic disse que "agora ela pode ficar de pé. Simplesmente não há necessidade de se distrair com distrações desnecessárias, pois 'Love At First Sight' é a jóia escondida em 'Fever', a faixa que facilmente passou por você no álbum, mas, como single, é uma das melhores até agora". Alexis Petridis, do jornal The Guardian, comentou: "Como as músicas de Robbie Williams, as faixas de Fever são grandes em referências EDM facilmente digeríveis. 'Love at First Sight' apresenta as mesmas amostras disco do sucesso de Stardust, 'Music Sounds Better With You'".
Alex Needham da revista NME afirmou que "Love at First Sight" tem um "efeito de filtro disco" que "parece que você mergulha na água e depois sai em busca de ar em êxtase". Já Michael Hubbard, do MusicOMH, deu uma crítica positiva, chamando a música de "divertida", e disse: "Seria difícil apontar uma faixa ruim neste disco, mas os candidatos mais óbvios para singles estão no início do álbum — assim como seus dois primeiros álbuns, de fato — especialmente a divertida estridente que é 'Love at First Sight'". Jason Thompson, do website PopMatters, disse que a música "se abre para o ouvinte com uma melodia sensual como o inferno e é uma das músicas disco clássicas mais sensuais e divertidas que nunca havia existido... até agora". Tim Finney, contribuidor para o livro The Pitchfork 500, notou que "a intensidade crescente e decrescente da música comanda a antecipação e a liberação com toda a sutileza de um sargento instrutor", enquanto o refrão "ridiculamente efervescente e varrido por cordas é tão quimicamente carregado quanto o de qualquer sucesso rave". Cristín Leach da Raidió Teilifís Éireann comentou que a canção "vai manter seus pés batendo, mas ela circunda a pista de dança sem nunca realmente ir ao seu centro".
Listando as 50 melhores canções da cantora para o jornal Herald Sun, o jornalista Cameron Adams posicionou a faixa no número três em sua lista, dizendo que "Love at First Sight" era "a clássica Kylie. É tudo o que você ama em Kylie, destilado em um hit direto de quatro minutos de pura adrenalina com o refrão mais eufórico de uma carreira, literalmente construído sobre o amor de um refrão eufórico". Em outra lista retrospectiva feita por Olive Pometsey da GQ, foi dito que "esta faixa de 2002 mostra Kylie a aprimorar a vibe do disco futurístico que ela curou em Light Years e dar um passo adiante". A publicação Pitchfork incluiu a faixa no número 208 de sua lista das 500 maiores faixas dos anos 2000. Em 2003, "Love at First Sight" recebeu uma nomeação na 45.ª cerimônia anual do Grammy Awards na categoria Melhor Gravação de Dance, sendo a primeira nomeação de Minogue na premiação; perdeu para "Days Go By" de Dirty Vegas. No mesmo ano, a canção juntamente com "In Your Eyes" foram nomeadas ao Ivor Novello Awards por Trabalho Mais Apresentado, perdendo para "Just a Little" de Liberty X.

## Videoclipe

Imagem de Minogue no videoclipe de "Love at First Sight"

O videoclipe acompanhante para "Love at First Sight" foi dirigido por Johan Renck e foi filmado em um cenário virtual em Dublin, Irlanda, em maio de 2002. Ele levou dois dias para ser filmado e exigiu vários assistentes e estilistas para ajudar Minogue e seus dançarinos. Um vídeo mostrando os bastidores da produção do videoclipe foi lançado no DVD single de "Love at First Sight", apresentando quatro trechos de vídeo separados e mostra imagens a cantora dançando no set do vídeo. Uma galeria de fotos do set foi publicada no DVD.
O videoclipe abre com a visão de um céu com formas geométricas em movimento. A câmera desce e mostra uma escada que está sendo adicionada digitalmente e apresenta Minogue descendo-a. Enquanto a cantora dubla e dança conforme a música, a câmera gira em várias direções para mostrar o layout do set; durante o refrão, dançarinos de apoio são apresentados em uma posição superior. O segundo verso apresenta Minogue dançando, com diferentes recortes emergindo nas paredes. Dos recortes das paredes, edifícios geométricos estão presentes ao fundo, mostrando a cidade futurista semelhante à mostrada no vídeo de "Can't Get You Out of My Head". No último refrão, ele mostra um céu noturno e tem todos os dançarinos de fundo enquanto Minogue dubla a música. O vídeo termina com dançarinos de apoio em torno da artista, enquanto a câmera se desloca para o céu noturno com diferentes formas geométricas.

## Apresentações ao vivo

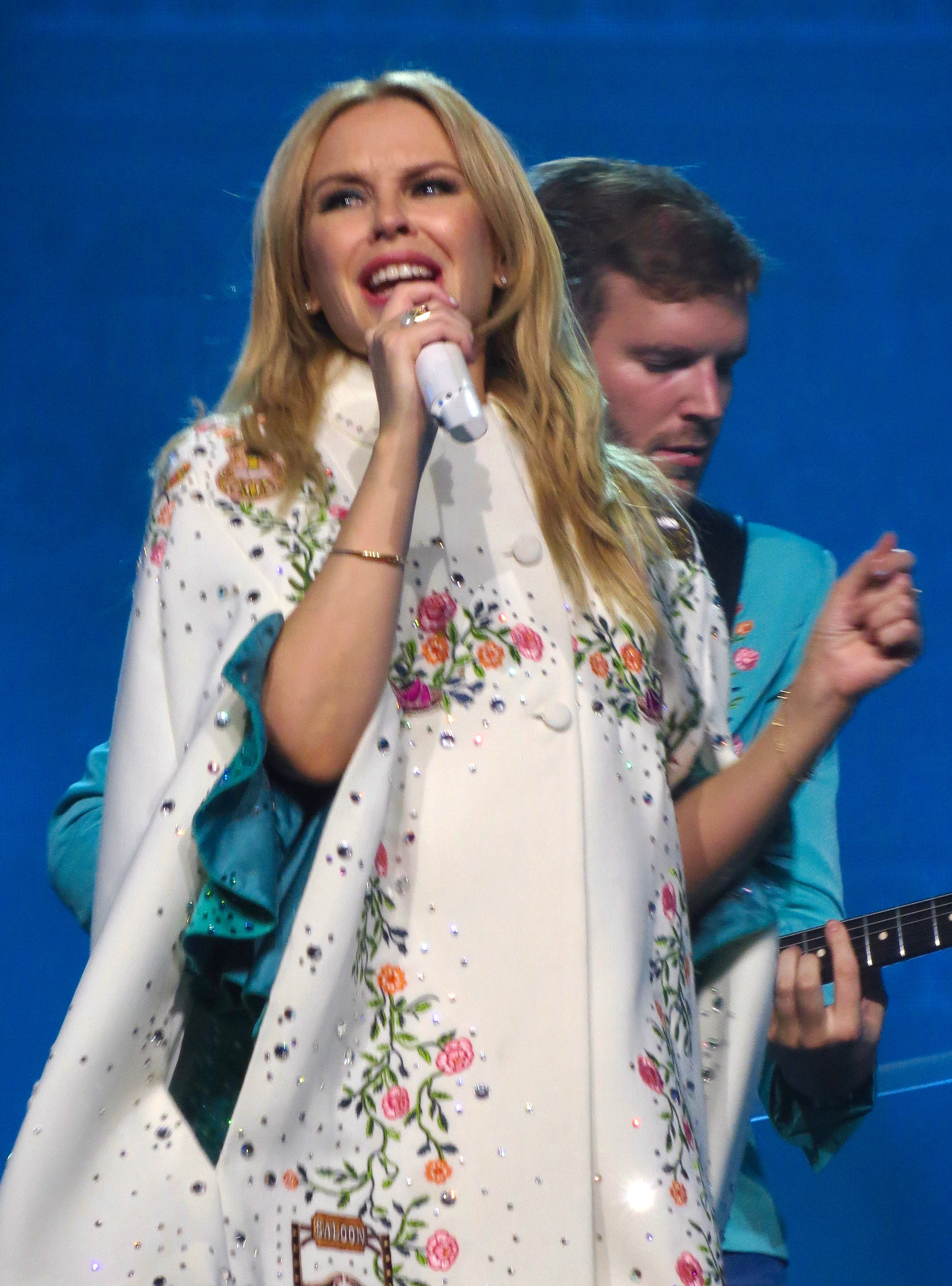
Minogue apresentando "Love at First Sight" durante a Golden Tour em 2018.

"Love at First Sight" foi interpretada pela primeira vez na turnê KylieFever2002 entre abril e agosto de 2002. Em meio a uma pausa da turnê, Minogue apresentou a canção no programa norte-americano The Tonight Show with Jay Leno em 12 de julho de 2002. Ela seguiu apresentando-a no programa Live! with Regis and Kelly em 16 de julho, no Total Request Live no dia seguinte, e no Last Call with Carson Daly em 23 de julho. Em 15 de dezembro de 2002, foi transmitida uma apresentação de Minogue no Royal Variety Performance, em que a faixa foi cantada em um medley. Como meio de promover seu nono álbum de estúdio Body Language, a artista fez um concerto único no Hammersmith Apollo em Londres, Reino Unido, em 15 de novembro de 2003, e "Love at First Sight" foi incluída no bis. Em 28 de fevereiro de 2004, a cantora fez uma aparição no programa Parkinson e cantou a faixa, além de "Red Blooded Woman".
Em 2005, Minogue incluiu "Love at First Sight" no bis do repertório da turnê Showgirl: The Greatest Hits Tour, com uma montagem de vídeo de sua carreira mostrada nas telas de vídeo atrás dela. Ao final da parte europeia da turnê, a cantora foi diagnosticada com câncer de mama, tendo que cancelar o restante do itinerário desta. Após se submeter a tratamento e recuperação, ela retomou a turnê sob a forma de Showgirl: The Homecoming Tour em 2006, e a faixa foi novamente adicionada ao repertório. Na turnê KylieX2008, ocorrida em 2008, Minogue incluiu "Love at First Sight" novamente no bis do concerto. No ano seguinte, em sua passagem pela América do Norte com a excursão For You, for Me, a canção também foi interpretada no final dos shows. Enquanto promovia seu álbum Aphrodite em 2010, Minogue cantou a faixa no programa Friday Night with Jonathan Ross, no evento musical Starfloor, e no Jools' Annual Hootenanny. Na Aphrodite: Les Folies Tour de 2011, a música foi apresentada como um mash-up com "Can't Beat the Feeling".
Em 2014, enquanto promovia o álbum Kiss Me Once, Minogue cantou "Love at First Sight" em um show exclusivo no Bloomsbury Ballroom para 300 pessoas em 18 de março, para a iHeartRadio em 26 de abril, na BBC Maida Vale Studios em 15 de maio, e no The Voice na Austrália em um medley com "Sexy Love" em 30 de junho. Ela também apresentou a música na cerimônia de encerramento dos Jogos da Commonwealth de 2014 em 3 de agosto. "Love at First Sight" foi novamente incluída na Kiss Me Once Tour, que ocorreu entre 2014 e 2015. Ela também foi interpretada na turnê de verão Summer 2015. Durante sua série de concertos de Natal intitulado A Kylie Christmas no Royal Albert Hall em 2015 e 2016, Minogue cantou "Love at First Sight" novamente. Enquanto divulgava seu décimo quarto álbum de estúdio Golden em 2018, a artista cantou a faixa na turnê promocional Kylie Presents Golden em 25 de junho de 2018 em Nova Iorque. Na Golden Tour, ocorrida entre 2018 e 2019, a canção foi cantada no bis do show. "Love at First Sight" foi também interpretada como a música de abertura da turnê Summer 2019, com Minogue e seus dançarinos vestindo tons de branco. No mesmo ano foi cantada por Minogue em um medley de seus maiores sucessos no programa Strictly Come Dancing. Como forma de promover o álbum Disco em 2020, a canção foi incluída no repertório do concerto Infinite Disco, tramsmitido ao vivo pela internet em 7 de novembro.

## Outras versões
Em 2012, Minogue lançou uma versão orquestral de "Love at First Sight" em sua compilação The Abbey Road Sessions. Em 2020, durante a quarentena em prevenção à pandemia de COVID-19, a cantora australiana Gretta Ray postou uma versão cover da faixa em suas redes sociais. Ela escreveu: "Essa noite estou cantando Kylie Minogue porque o álbum de maiores sucessos Ultimate Kylie foi o primeiro CD que eu tive. Ganhei no meu sétimo aniversário e lembro que havia um disco verde e um disco roxo, e o disco roxo foi o que eu ouvi milhões de trilhões de vezes — essa música estava nele".

## Faixas e formatos
| CD single |                                                                        |         |  |
| N.º       | Título                                                                 | Duração |  |
| 1.        | "Love at First Sight"                                                  | 3:58    |  |
| 2.        | "Love at First Sight (Ruff and Jam Mix)"                               | 9:33    |  |
| 3.        | "Love at First Sight (The Scumfrog's Beauty and the Beast Vocal Edit)" | 4:26    |  |

## Créditos
Créditos adaptados do encarte de Fever.
- Kylie Minogue — vocais, composição
- Richard Stannard — composição, produção, vocais de apoio
- Ash Howes — composição, gravação, programação
- Alvin Sweeney — gravação, programação, mixagem
- Martin Harrington — gravação, programação, guitarra

## Desempenho nas tabelas musicais
No Reino Unido, "Love at First Sight" estreou na segunda posição da UK Singles Chart, vendendo 82.000 unidades, atrás do single de Elvis Presley e JXL, "A Little Less Conversation", que havia vendido 243.000 cópias naquela semana. A faixa tornou-se o décimo single de Minogue a alcançar o segundo lugar na tabela. A canção recebeu uma certificação de prata pela British Phonographic Industry (BPI) por vendas de 200.000 unidades. Em maio de 2018, foi revelado que a música era o décimo sétimo single de Minogue mais vendido na região. Em outros países da Europa, a canção foi bem sucedida, atingindo o top vinte em países como a Alemanha e Finlândia, alcançando as dez mais bem posicionadas na Dinamarca, Irlanda e Espanha, enquanto atingiu o segundo lugar na Escócia e o primeiro na Grécia.
Na Austrália, país natal de Minogue, a canção alcançou o número três na parada nacional, recebendo um certificado de platina pela Australian Recording Industry Association (ARIA) por vendas de 70.000 unidades na região. A música alcançou o nono lugar na tabela de singles da Nova Zelândia, permanecendo nela por dezoito semanas. Foi certificada com ouro pela Recorded Music NZ (RMNZ) por vendas de 7.500 cópias. "Love at First Sight" alcançou o número 23 na Billboard Hot 100, tornando-se o terceiro single de pico mais alto na tabela, atrás de seus singles "The Loco-Motion" (1987) e "Can't Get You Out of My Head" (2001). A música também alcançou o topo da tabela Dance Club Songs e o número dez na tabela Mainstream Top 40. Até março de 2011, a canção havia vendido mais de 134.000 cópias, tornando-se o segundo single mais vendido de Minogue naquele país, de acordo com a Nielsen SoundScan. "Love at First Sight" alcançou o quinto lugar na parada de singles digitais do Canadá.

### Tabelas semanais
| Tabela musical (2002)              | Melhor posição |
| ---------------------------------- | -------------- |
| Alemanha (Offizielle Top 100)      | 16             |
| Austrália (ARIA Charts)            | 3              |
| Áustria (Ö3 Austria Top 40)        | 29             |
| Bélgica (Ultratop 50 de Flandres)  | 25             |
| Bélgica (Ultratop 40 de Valônia)   | 29             |
| Canadá (Canadian Digital Songs)    | 5              |
| Dinamarca (Hitlisten)              | 6              |
| Escócia (Official Charts Company)  | 2              |
| Espanha (PROMUSICAE)               | 7              |
| Estados Unidos (Billboard Hot 100) | 23             |
| Estados Unidos (Dance Club Songs)  | 1              |
| Estados Unidos (Hot Latin Songs)   | 31             |
| Estados Unidos (Mainstream Top 40) | 10             |
| Estados Unidos (Rhythmic)          | 36             |
| Estados Unidos (Tropical Airplay)  | 13             |
| Europa (Hot 100 Singles)           | 6              |
| Finlândia (IFPI Finlândia)         | 18             |
| França (SNEP)                      | 33             |
| Grécia (IFPI Grécia)               | 1              |
| Hungria (Rádiós Top 40)            | 11             |
| Hungria (Single Top 40)            | 6              |
| Irlanda (IRMA)                     | 7              |
| Itália (FIMI)                      | 8              |
| Nova Zelândia (Recorded Music NZ)  | 9              |
| Países Baixos (Single Top 100)     | 15             |
| Polônia (ZPAV)                     | 3              |
| Reino Unido (UK Singles Chart)     | 2              |
| Romênia (Romanian Top 100)         | 3              |
| Suécia (Sverigetopplistan)         | 36             |
| Suíça (Schweizer Hitparade)        | 22             |

| Tabela musical (2002)                 | Posição |
| ------------------------------------- | ------- |
| Austrália (ARIA Charts)               | 66      |
| Estados Unidos (Dance Club Songs)     | 5       |
| Nova Zelândia (Recorded Music NZ)     | 37      |
| Reino Unido (Official Charts Company) | 78      |
| Suíça (Schweizer Hitparade)           | 95      |

## Certificações e vendas
| Região                                                                                 | Certificação | Vendas   |
| -------------------------------------------------------------------------------------- | ------------ | -------- |
| Austrália (ARIA)                                                                       | Ouro         | 35 000^  |
| Estados Unidos (RIAA)                                                                  |              | 134 000^ |
| Nova Zelândia (RMNZ)                                                                   | Ouro         | 5 000*   |
| Reino Unido (BPI)                                                                      | Prata        | 200 000^ |
| *vendas baseadas apenas na certificação ^distribuições baseadas apenas na certificação |              |          |